# Italiaanse opera

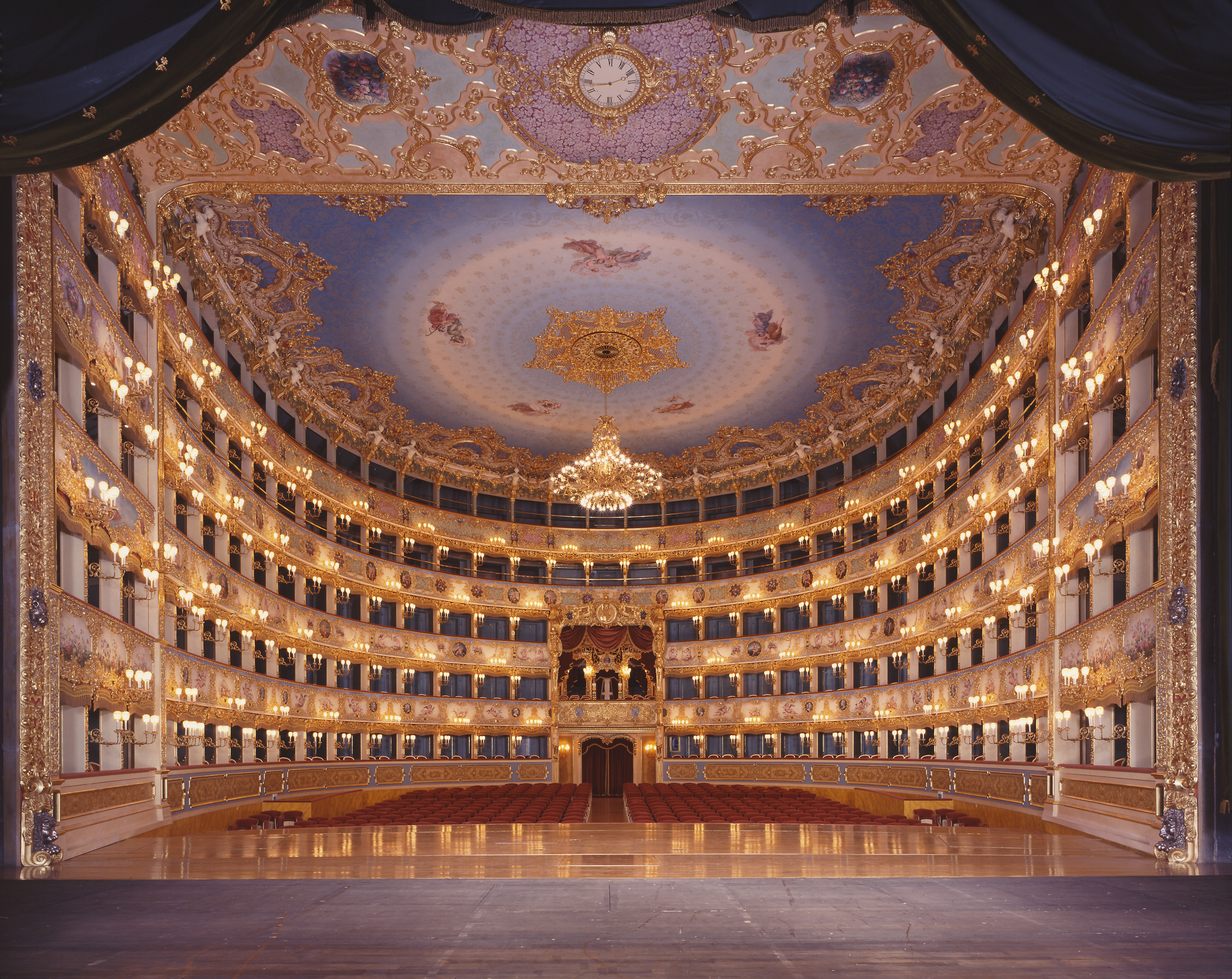
Theater La Fenice in Venetië, Italië

De Italiaanse opera is een vorm van muziektheater, waarbij disciplines zoals muziek, drama, zang, toneel en regie worden gecombineerd. Opera vindt zijn oorsprong in verschillende gebieden zoals literatuur, toneel en muziek. Het begon allemaal vierhonderd jaar geleden in Italië, tijdens de renaissance waar de Italiaanse kunst en literatuur een opleving liet zien. De opera ontstond voornamelijk door de behoefte aan een literair hulpmiddel om toneelopvoeringen te verfijnen.
De UNESCO heeft in december 2023 de Italiaanse opera toegevoegd aan de Representatieve lijst van het immaterieel cultureel erfgoed van de mensheid.

## Geschiedenis

### Zestiende eeuw
Rond 1600 ontstond de opera in Italië. De eerste benamingen voor de zangspelen waren:
- Favola in musica (1607)
- Dram(m)a per musica
- Opera (in musica)

Tot die tijd waren er verschillende kunstuitingen met elementen uit de opera zoals het liturgisch drama, theater, muziek en de intermezzi (mythologische scènes gespeeld met maskers voor het gezicht).
Het liturgisch drama - dat na de kerkdienst gespeeld en gezongen werd - was een combinatie van handeling, toneel, tekst en muziek. Hierin zijn te onderscheiden:
- Het Intermedium (een tussenstuk tussen toneelaktes - 1589: La Pelegrina). Zo kende men bij een toneelspel van 9 akten 8 intermedia van een kwartier, in totaal dus circa twee uur muziek. Een voorstelling werd in lengte dus behoorlijk groot opgezet.
- De Madrigaalkomedie. Een madrigaal was een lied in de volkstaal dat doorgecomponeerd was, in tegenstelling tot het strofische lied. De madrigaalkomedie stamt uit circa 1600. Er zijn losse madrigaalkomedies bekend, maar ook series die aansluiten en verband houden met elkaar en samen een verhaal vertellen. Komische elementen zijn hierin doorgaans vereist. Een voorbeeld van een madrigaalkomedie is het werk van Orazio Vecchi: 'L'Amphiparnasso'. Het illustreert op fraaie wijze hoe met muzikale middelen tekstuitbeelding plaatsvindt.
- De Pseudomonodie (één zangstem, met begeleiding van vier (strijk)instrumenten of één los instrument). De pseudomonodie komt voort uit het madrigaal, waarbij de begeleiding uit de zangstemmen is voortgekomen. Doel was de verstaanbaarheid te verhogen, door slechts 1 zangstem over te houden en een eenvoudiger te volgen muzikale lijn te hanteren.

Rond 1580 ontstond in Florence de Camerata, een groep musici die de monodie tot ontwikkeling heeft gebracht. Monodie is de begeleidende meerstemmigheid en haar onderwerpen zijn ontleend aan de Griekse literatuur. Voorbeelden zijn Giulio Cacchini en Jacopo Peri. Verder ontstond onder invloed van de monodie het recitatief en de aria.
Uit de inspanningen van deze Florentijnse Camerata ontstond de eerste opera Euridice (1600) van Jacopo Peri, die in het begin nog betiteld werd als un opera in musica (een muziekwerk). De eerste opera met volledig muziekwerk was de fabel Daphne, op een libretto van librettist Ottavio Rinuccini met muziek van Jacopo Peri en Jacopo Corsi.

### Zeventiende en achttiende eeuw

Claudio Monteverdi geschilderd door Domenico Fetti, 1640

De eerste ontwikkelingen van de opera begonnen in Venetië. De musicus Claudio Monteverdi schreef zelf de muziek bij de opera's. Zo werd de opera een geliefde kunstvorm bij het groeiende publiek.
In de achttiende eeuw werd het Italiaanse culturele en artistieke leven sterk beïnvloed door de poëtische en esthetische idealen van de leden van de Academie van Arcadia, waaronder:
- het vereenvoudigen van de plot
- onderdrukking van de comedians
- vermindering van het aantal aria's
- voorkeur voor het oude tragische theater

Een van de grootste dichters van de Academie was de librettist Pietro Metastasio.
In de tweede helft van de achttiende eeuw combineerden vooraanstaande componisten en librettisten de Franse opera met de Italiaanse opera, wat leidde tot de tragédie lyrique. Onder invloed van de Franse kritiek werd de Italiaanse opera hervormd tot de opera seria, (Italiaans: de serieuze opera). De opera seria, een reactie op de tragédies lyriques, leidde tot een nieuw bewustzijn van de Griekse ideeën. Om het serieuze, zware drama te verdragen, was er binnen de opera seria soms sprake van een intermezzo, een humoristisch stuk dat later bekend werd als de opera buffa.

#### Opera buffa
De opera buffa is een operagenre dat ontstaan is in Italië vanuit de improvisatiekomedie (Commedia dell'arte), dat in de achttiende en negentiende eeuw in zwang was.

##### Geschiedenis
De opera buffa komt op in Napels en later in Rome en Venetië. In het begin was dit operagenre kort en komisch en bedoeld om in de pauze van een opera seria gespeeld te worden, als intermezzo. Een voorbeeld hiervan is La serva padrona, een stuk van Giovanni Paisiello uit zijn Russische tijd, dat een variatie is op het gelijknamige stuk van Giovanni Battista Pergolesi. Op den duur legden componisten verband tussen deze kluchtige intermezzi en al gauw ontwikkelde de opera buffa zich tot een zelfstandig operagenre. Het werd snel populairder dan de in verval geraakte opera seria en werd ook bekend buiten Italië. Halverwege de achttiende eeuw was de opera buffa zelfs het toonaangevende genre in Europa.
Een bekend voorbeeld van de opera buffa is Le nozze di Figaro, een werk van Wolfgang Amadeus Mozart. Andere grote componisten die in dit genre actief waren, zijn Alessandro Scarlatti en Nicola Logroscino. Het hoogtepunt van de opera buffa is te vinden bij Gioacchino Rossini, bijvoorbeeld met Il barbiere di Siviglia. Aan het eind van de negentiende eeuw was de laatste opleving van de opera buffa met de Falstaff van Verdi in 1893.

##### Verschillen met de opera seria
Het verhaal van een opera buffa vond plaats in een alledaagse setting en de hoofdrolspelers waren gewone, eenvoudige mensen. Hierdoor werd het verhaal realistischer en begrijpelijker. Dit staat in contrast met de opera seria, waar heroïsche figuren een rol speelden en het thema vaak mythologisch van aard was. De opera buffa was speelser en luchtiger en zelfspot was een belangrijk element. In tegenstelling tot de opera seria werd de opera buffa als een vrije muziekdramatische vorm opgevat. De eenvoud was ook te terug te vinden op muzikaal gebied. Zo bevatte de opera buffa uitsluitend partijen die voor normale stemmen uitvoerbaar waren (in plaats van door een castraat). Waar de opera seria gebruikmaakte van heel hoge stemmen, gezongen door castraten en sopranen, maakte de opera buffa juist gebruik van een heel lage stem (basso buffo).
Ook kon de gehele opera met vijf stemmen gezongen worden en werd er doorgaans in dialect gezongen. Door deze eenvoud probeerde men de opera bij het gewone volk te brengen. Zo werd de opera buffa een tegenhanger van de opera seria (serieuze opera), die vooral gespeeld werd voor vermaak van het hof en andere rijke mensen.

### Negentiende eeuw

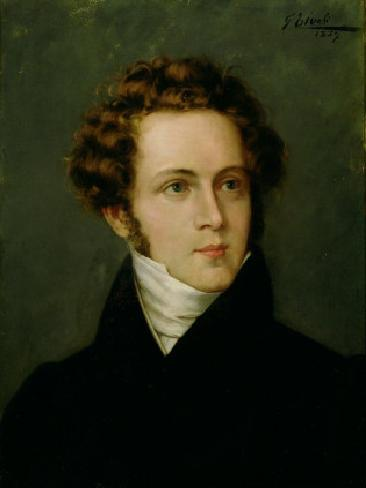
Vincenzo Bellini

In de negentiende eeuw was vooral sprake van de belcantostijl (mooi zingen) waarin de zangmelodie centraal stond. Gioacchino Rossini, Vincenzo Bellini, Gaetano Donizetti en Giuseppe Verdi waren de belangrijkste componisten voor de opera in de negentiende eeuw. Er ontstonden nieuwe technieken en het was een tijd waar iedereen zijn kwaliteiten en creativiteit kwijt kon in de opera. De opera's van Giuseppe Verdi waren het meest succesvol, vanwege zijn eigen stijl binnen de belcantostijl. De belangrijkste opera's van Verdi waren: Aida (1871), Otello (1887) en Falstaff (1893). De libretto's van deze periode werden overwegend beïnvloed door de nationale literatuur, maar ook door de opkomst van de romantiek en William Shakespeare. De opera's waren vaak gebaseerd op innerlijke bewegingen van de personages, hartstochtelijke liefdesverhalen en tragische acties.
In de tweede helft van de negentiende eeuw ontstonden veel nieuwe, intellectuele, muzikale en andere stromingen die zich uitten in de opera, zoals de naturalistische opera in onder andere Frankrijk en Rusland.

### Twintigste eeuw
Het begin van de twintigste eeuw kende toonaangevende componisten, zoals Pietro Mascagni, Ruggero Leoncavallo, Umberto Giordano, Franscesco Cilea, Antonio Smareglia, Alfedo Catalani en Giacomo Puccini. Zij werden ook wel de Giovane Scuola (Young School) genoemd. De muziek was zeer glad, de melodie beknopt en de melodieuze periodes werden vaak onderbroken. Veel leden van deze school hadden vooral succes in het laatste decennium van de twintigste eeuw en vervolgden later de weg van het Verisme van Varga.
Het impressionisme, dat ook ontstond in deze tijd, bracht een nieuwe groep componisten met zich mee, zoals Maurice Ravel, Béla Bartók en Leoš Janáček. Na het impressionisme kwam het expressionisme en stonden de verschillende stijlen tegenover elkaar. Er heerste een grote artistieke vrijheid voor de componisten en de kunstenaars.

## Maatschappelijke functies
Vanaf de zestiende eeuw is te zien dat verschillende stromingen en maatschappelijke veranderingen hun uiting krijgen in de opera, evenals ontwikkelingen in de hiërarchie binnen de samenleving. Hierbij speelde nationalisme en het creëren van een nationaal verleden een belangrijke rol. De Griekse mythologie staat aan de basis van het ontstaan van de opera in Italië in de zeventiende eeuw. Een oud Griekse theorie, The Doctrine of Ethos, stelt dat muziek de macht heeft om een persoonlijkheid en karakter te vormen en dat muziek kan kalmeren en bepaalde passies kan aanwakkeren.

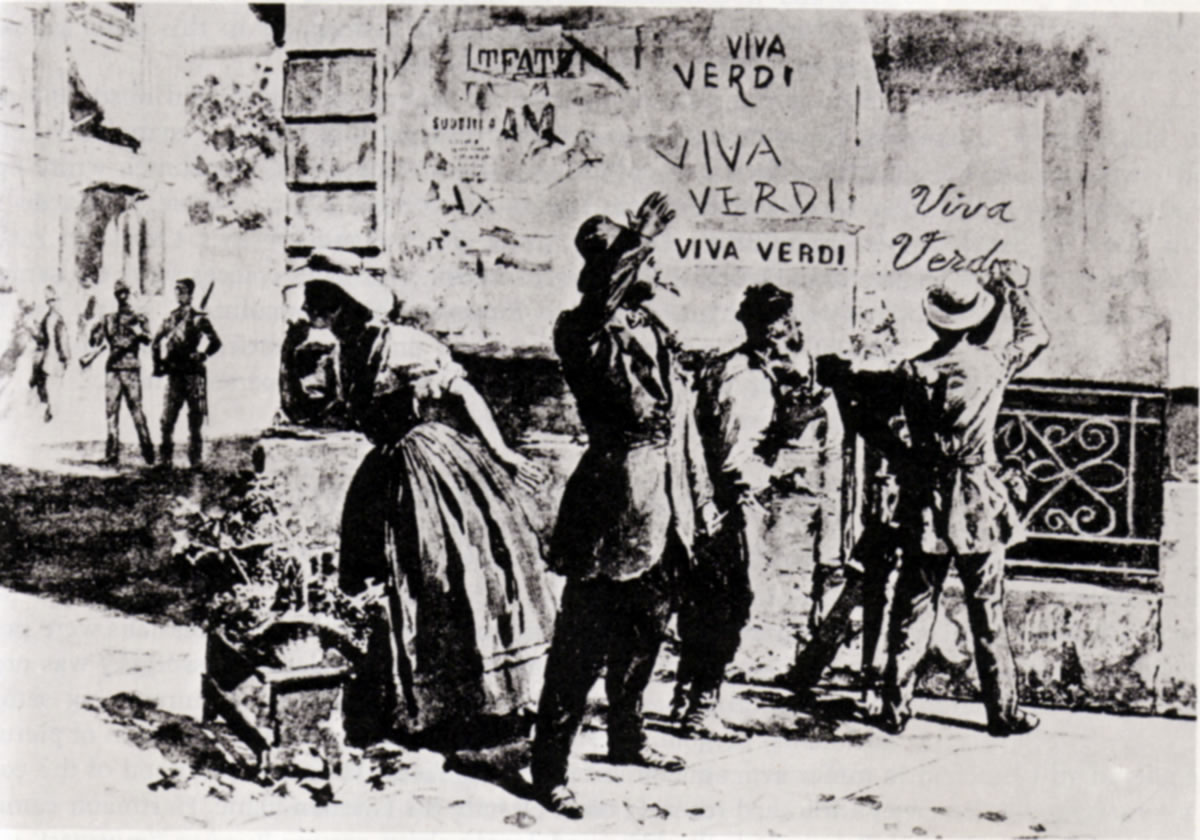
Politieke tekening uit 1859 die illustreert dat de naam Verdi als acroniem of symbool werd gebruikt voor Vittorio Emanuele Re D'Italia

### Zestiende eeuw
Verhalen uit de opera's werden vaak ontleend aan de Griekse mythologie en de vertaling van emoties speelden daarbij een belangrijke rol. De aandacht voor en de zoektocht naar het verleden, verhalen over een nationale held of de strijd tegen een andere natie of groep werden verbeeld en creëerden daarmee een eigen nationaal verleden. Opera's droegen actief bij aan het ontstaan van het begrip ‘natie', waarbij opera's kunnen worden gezien als een manifestatie van nationalisme. De opera's van Verdi zijn hiervan een voorbeeld. Hij verheerlijkte - onbedoeld - in zijn werken de vrijheidsstrijd en daarmee de strijd voor de eenheid van Italië. Zelfs zijn naam werd later gebruikt als politieke boodschap: Vittorio Emanuele Re D'Italia! ('Victor Emanuel, koning van Italië!'). Pas met het ontstaan van nationale opera's in de negentiende eeuw kwam het nationalistische karakter hierin meer naar voren.

### Zeventiende eeuw
In de zeventiende eeuw was de opera vooral gericht op de adel en had als primair doel om het publiek te vermaken. Het zien en gezien worden was belangrijk en met het bezoeken van een opera kon status worden verkregen of behouden en imago werd hiermee bepaald. Daarnaast hebben opera's door uitvoeringen tijdens internationale uitwisselingen of huwelijken bijgedragen aan internationale betrekkingen.
In de tweede helft van de zeventiende eeuw verwierf de opera in de rest van Europa meer populariteit. Onder invloed van een groeiend nationaal bewustzijn, kwam er ook een commerciële functie bij, hoewel dit niet betekende dat er artistieke vrijheid was.

### Achttiende eeuw
De opkomst van de burgerij in de achttiende eeuw en de afnemende macht van de adel zorgde ervoor dat de opera veranderde. De opera werd toegankelijker voor een breed publiek en kreeg naast een inhoudelijke ook een belangrijke politieke functie. De aandacht van de opera ging daarnaast meer uit naar het publiek. Onder invloed van de romantiek werd het beleven van emoties belangrijker en werd daarom voor het publiek makkelijker gemaakt. Hiermee werd de opera over het algemeen ook minder diepgaand, maar creëerde het wel een gevoel van collectiviteit.

### Negentiende eeuw
In de negentiende eeuw raakt Italië in de ban van het romantisch nationalisme en het realisme, wat ook tot uiting komt in de opera. Er ontstonden publieke operahuizen waarin opera's in de volkstaal werden gezongen. Serieuzere opera's en het weergeven van herkenbare situaties en karakters kregen meer aandacht en vonden aansluiting bij wat er plaatselijk gebeurde en de dagelijkse werkelijkheid. Verschillende sociale lagen van de bevolking, waaronder burgerij en aristocratie, ontmoetten elkaar bij de opera en er vond uitwisseling plaats van idealen en overtuigingen. De opera kreeg een politiek karakter en zorgde daarmee voor de verspreiding van nationalisme.

### Twintigste eeuw
In de twintigste eeuw kwam de nadruk meer te liggen op de relevantie en actualiteit van de opera en de boodschap die erin was verwerkt. Men ging op zoek naar de essentie van het leven.

## Functies van operagebouwen

### Sociale rangorde
Aan de gebouwen waarin de opera wordt opgevoerd, is ook te zien tegen welke maatschappelijke achtergrond ze zijn ontstaan. In de zeventiende en achttiende eeuw, waarin de opera vooral bezocht en gefinancierd werd door de adel, werd door middel van de bouwstijl rekening gehouden met deze vorstelijke doelgroep. Koninklijke loges werden tegenover of vlak naast het toneel geplaatst. Zowel het toneel als de loge voor de vorst gelden daarbij als middelpunt van de opera. De verdeling van de zitplaatsen kwam overeen met de sociale rangorde, de zitplaats bepaalde je sociale status. In de negentiende eeuw werd deze traditie door sommige architecten losgelaten.

### Sociale ontmoeting
De sociale functie van het zien en gezien worden is zichtbaar in de vorm van het operagebouw. Veel opera's hebben een hoefijzervorm, wat aansluit bij de behoefte om elkaar te kunnen aanschouwen. De ontmoetingen die plaatsvonden, werden aangemoedigd door grote ruimtes rondom het centrale punt van de opera, vaak rondom een grote centrale trap.
Naarmate de opera populairder werd en bestemd werd voor een grotere doelgroep, werden ook de gebouwen groter. De trend van de eenentwintigste eeuw gaat juist weer richting kleine theaters, vanwege de akoestiek en het betere zicht op de verfijnde handelingen en emoties.

## Italiaanse opera's
Vijftiende eeuw
- Poliziano: La fabula di Orpheo

Zestiende eeuw
- Vecchi: L'Amfparnasso

Zeventiende eeuw
- Cagliano: La Dafne
- Cavalieri: Rappresentazione di anima e di capo
- Cavalli: La Callisto, L'Ormindo, Egisto
- Cesti: Le digrazie d'amore
- Landi: La morte d'Orfeo; Il Sant'Alessio
- Legrenzi: Eteocle e Polinice
- Mazzochi: La catena d'Adone
- Peri: Euridice

Achttiende eeuw
- Boccherini: La clementina
- Bononcini: Astarto, Griselda, Il trionfo di Camilla
- Bottesini: Ali Babà, Il iavolo della notte, Ero et Leandro
- Cimarosa: Artemisa, Cleoptra, Il matrimonio segreto
- Galuppi: L'amante di tutte, Il mondo della luna
- Händel: Agrippina, Il pastor fido
- Jommelli: Armida abbandonata, Didone abbandonata
- Mercadante: Andronico, Zaira
- Paisiello: La Molinaria, Il barbiere di Siviglia, Proserina
- Salieri: Falstaff, Semiramide
- Scarlatti: La donna ancora è fidele, Il flavio, La Griselda
- Vivaldi: Atenaide, Bajazet, Montezuma, Farnace, Teuzzone

Negentiende eeuw
- Boito: Mefistofele
- Busoni: Arlecchino, Turandot
- Catalani: La Wally
- Cherubini: Medea
- Cilea: Adriana Lecouvreur, L'Arlesiana, Gloria
- Pacini: Adelaide e Comingio, Carlo di Borgogna, Saffo
- Ponchielli: La Gioconda
- Rossi: Cleopatra

Twintigste eeuw
- Alfano: Cyrano de Bergerac, Risurrezione
- Berio: Laborintus, Un re in ascolta
- Bussotti: La Racine, Bozzetto siciliano
- Dallapiccola: Ulisse, Volo di notte
- Ferrero: La conquista, Risorgimento!
- Malipiero: L'Orfeide. Torneo, Notturno
- Nono: Intoleranza, Promoteo
- Respighi: Belfagor, La fiamma, Lucrezia, Semirama
- Sciarrino: Luci mie traditrici

1. ↑  https://www.smithsonianmag.com/smart-news/italian-opera-added-to-unescos-list-of-intangible-cultural-heritage-180983433/